# Pelasgia
Pelasgia (in greco Πελασγία?) è un ex comune della Grecia nella periferia della Grecia Centrale (unità periferica della Ftiotide) con 3 310 abitanti secondo i dati del censimento 2001.
È stato soppresso a seguito della riforma amministrativa, detta Programma Callicrate, in vigore dal gennaio 2011 ed è ora compreso nel comune di Stylida.